# Командування ССО США «Південь»
Командування спеціальних операцій США «Південь» (англ. Special Operations Command South) (SOCSOUTH) — одне з командувань сил спеціальних операцій США і головний орган військового управління для усіх формувань спецоперацій у зоні відповідальності Південного Командування Збройних сил США, котре здійснює безпосереднє керівництво і застосування основних компонентів сил спеціальних операцій, що входять до її складу. Штаб-квартира Командування розташована на авіабазі резерву Гомстед, поблизу міста Гомстед, Флорида.

## Призначення
Командування спеціальних операцій «Південь» відповідає за бойову готовність, всебічну підготовку та забезпечення, навчання, тренування усіх компонентів сил спеціальних операцій від армії, повітряних сил і флоту та планування спеціальних операцій у мирний час та особливий період самостійно або у взаємодії з іншими структурними підрозділами спеціального призначення країн Латинської Америки й Карибського басейну. Формування взаємодіє з 32 країнами регіону та 15 залежними територіями, в тому числі з силами спецоперацій Франції, Великої Британії, Нідерландів — сумарна зона її відповідальності становить 12,5 млн миль2.
Командування ССО США «Південь» підпорядковується командувачу Південного командування ЗС США з питань підтримки визначеного компоненту сил спеціальних операцій у постійній бойовій готовності, навчанні, тренуванні та плануванні спільних та сумісних спеціальних операцій (за винятком військово-цивільного адміністрування і психологічних операцій, що виконуються спеціальними підрозділами ССО США), зокрема за готовність до участі в контртерористичних операціях. До його складу входять: об'єднаний штаб, рота «C» 3-го батальйону 7-ї групи ССО, 4-та група ССО ВМС, рота «D» 160-го авіаційного полку та підрозділи забезпечення.